# Championnat du Costa Rica de football 1945
Navigation
Saison précédente Saison suivante
La Primera División 1945 est la vingt-cinquième édition de la première division costaricienne.
Lors de ce tournoi, le Orión FC a tenté de conserver son titre de champion du Costa Rica face aux six meilleurs clubs costariciens.
Chacun des sept clubs participant était confronté deux fois aux six autres équipes.

## Les 7 clubs participants
| \| San José: Gimnástica Española CS La Libertad Universidad LD Alajuelense CS Cartagines I San José CS Herediano I San José Orión FC I San José \| Localisation des clubs engagés dans le championnat. |
| San José: Gimnástica Española CS La Libertad Universidad LD Alajuelense CS Cartagines I San José CS Herediano I San José Orión FC I San José                                                           |

| Club                | Stade                        | Capacité          | Ville      |
| LD Alajuelense      | Stade Alejandro Morera Soto  | 17 900            | Alajuela   |
| CS Cartagines       | Stade inconnu                | Capacité inconnue | Cartago    |
| Gimnástica Española | Stade inconnu                | Capacité inconnue | San José   |
| CS Herediano        | Stade inconnu                | Capacité inconnue | Heredia    |
| CS La Libertad      | Stade national du Costa Rica | 25 500            | San José   |
| Orión FC            | Stade Lito Monge             | 27 500            | Curridabat |
| Universidad         | Stade Ecológico              | 1 800             | San José   |

## Compétition
Les sept équipes s'affrontent à deux reprises selon un calendrier tiré aléatoirement. Le dernier du classement joue le barrage de relégation face au champion de Segunda División.
Le classement est établi sur l'ancien barème de points (victoire à 2 points, match nul à 1, défaite à 0).
Le départage final se fait selon les critères suivants :
- Le nombre de points.
- Un match de départage.

### Classement
| Rang | Équipe              | Pts | J  | G | N | P | Bp | Bc | Diff |
| ---- | ------------------- | --- | -- | - | - | - | -- | -- | ---- |
| 1    | LD Alajuelense      | 17  | 12 | 8 | 1 | 3 | 39 | 25 | +14  |
| 2    | Orión FC (T)        | 16  | 12 | 7 | 2 | 3 | 40 | 22 | +18  |
| 3    | Universidad         | 16  | 12 | 6 | 4 | 2 | 33 | 18 | +15  |
| 4    | CS La Libertad      | 13  | 12 | 6 | 1 | 5 | 31 | 37 | -6   |
| 5    | CS Cartagines       | 9   | 12 | 4 | 1 | 7 | 22 | 38 | -16  |
| 6    | CS Herediano        | 8   | 12 | 3 | 2 | 7 | 26 | 33 | -7   |
| 7    | Gimnástica Española | 5   | 12 | 2 | 1 | 9 | 27 | 45 | -18  |

| Légende : Qualifications et relégations | Légende : Qualifications et relégations                    |
| --------------------------------------- | ---------------------------------------------------------- |
|                                         | Qualifié pour le barrage de relégation en Segunda División |
|                                         | (T) : Tenant du titre                                      |

### Barrage de relégation
| Club                | Score | Club             | Commentaire |
| Gimnástica Española | 5-3   | Atlético Álvarez |             |

## Bilan du tournoi
| Tableau d'Honneur |                |
| Compétition       | Vainqueur      |
| Primera División  | LD Alajuelense |
| Torneo Relámpago  | LD Alajuelense |
| Copa Gran Bretaña | CS La Libertad |
| Copa Guatemala    | CS Herediano   |